# Митчелл (округ, Северная Каролина)
Округ Митчелл (англ. Mitchell County) располагается в штате Северная Каролина, США. Официально образован в 1861 году. По состоянию на 2010 год, численность населения составляла 15 579 человека.

## География
По данным Бюро переписи США, общая площадь округа равняется 574,981 км2, из которых 572,391 км2 суша и 1,813 км2 или 0,300 % это водоемы.

## Население
По данным переписи населения 2000 года в округе проживает 15 687 жителей в составе 6 551 домашних хозяйств и 4 736 семей. Плотность населения составляет 27,00 человек на км2. На территории округа насчитывается 7 919 жилых строений, при плотности застройки около 14,00-ти строений на км2. Расовый состав населения: белые — 97,87 %, афроамериканцы — 0,22 %, коренные американцы (индейцы) — 0,45 %, азиаты — 0,20 %, гавайцы — 0,00 %, представители других рас — 0,66 %, представители двух или более рас — 0,60 %. Испаноязычные составляли 1,98 % населения независимо от расы.
В составе 27,40 % из общего числа домашних хозяйств проживают дети в возрасте до 18 лет, 60,90 % домашних хозяйств представляют собой супружеские пары проживающие вместе, 8,10 % домашних хозяйств представляют собой одиноких женщин без супруга, 27,70 % домашних хозяйств не имеют отношения к семьям, 25,20 % домашних хозяйств состоят из одного человека, 12,00 % домашних хозяйств состоят из престарелых (65 лет и старше), проживающих в одиночестве. Средний размер домашнего хозяйства составляет 2,37 человека, и средний размер семьи 2,82 человека.
Возрастной состав округа: 21,20 % моложе 18 лет, 6,80 % от 18 до 24, 26,40 % от 25 до 44, 27,10 % от 45 до 64 и 27,10 % от 65 и старше. Средний возраст жителя округа 42 лет. На каждые 100 женщин приходится 95,60 мужчин. На каждые 100 женщин старше 18 лет приходится 92,30 мужчин.
Средний доход на домохозяйство в округе составлял 30 508 USD, на семью — 36 367 USD. Среднестатистический заработок мужчины был 26 550 USD против 20 905 USD для женщины. Доход на душу населения составлял 15 933 USD. Около 10,70 % семей и 13,80 % общего населения находились ниже черты бедности, в том числе — 17,20 % молодежи (тех, кому ещё не исполнилось 18 лет) и 16,40 % тех, кому было уже больше 65 лет.